# Rada Miejska w Szydłowcu
Rada Miejska w Szydłowcu, pot. Rada Miasta Szydłowca a. Rada Miasta w Szydłowcu – organ stanowiący i kontrolny samorządu gminy Szydłowiec. Terenem jej działania jest miasto i obszar wiejski gminy. Siedziba rady znajduje się w Szydłowcu. Kadencja rady trwa 5 lat (do 2018 trwała 4 lata). Radni wybierani są w wyborach bezpośrednich w jednomandatowych okręgach wyborczych (do 2006 wielomandatowych). Współcześnie (od 2010) rada liczy 15 radnych. W trwającej kadencji rada miała dwóch przewodniczących: w 2018–2022 był nim Marek Artur Koniarczyk, a od 2022 funkcję tę sprawuje Jadwiga Kopycka. Zastępcami przewodniczącego byli: Marek Plewa (od 2018), Dorota Jakubczyk (2018–2022) i Paweł Surdy (od 2022).

## Organizacja
Rada miejska  składa się z 15 członków, tytułowanych radnymi lub oficjalnie radnymi Rady Miejskiej w Szydłowcu. Radni wybierają ze swojego grona przewodniczącego i jego dwóch zastępców. Zadaniem przewodniczącego jest organizacja pracy rady oraz prowadzenie jej obrad sesyjnych. Przewodniczący reprezentuje również radę na zewnątrz i w uzasadnionych przypadkach może reprezentować miasto (gminę).
Wszyscy radni rady miejskiej są zobowiązani do pracy w co najmniej jednej komisji stałej oraz komisjach doraźnych, o ile powoła ona takie w celu przeprowadzenia określonych czynności. Komisje stałe tworzone są zgodnie z obszarami problemowymi, właściwymi zadaniom gminy, zarówno własnymi, jak i zleconymi przez administrację rządową. Komisje są ciałami kolegialnymi Rady o charakterze opiniodawczym. Nie mają osobowości prawnej, przedstawiają stanowiska do zaakceptowania przez ogół Rady Miejskiej, poddając je pod głosowanie i powzięcie decyzji drogą uchwały. W 2019 rada miejska powołała komisję doraźną ds. zgodności prowadzonej działalności gospodarczej radnych ze sprawowaniem mandatu radnego. Pracowała ona w obszarze działu sprawiedliwość.
| #                 | Nazwa komisji                                                     | Obsługiwane działy | Komisje włączone i przekształcone | Komisje włączone i przekształcone |
| #                 | Nazwa komisji                                                     | Obsługiwane działy | Nazwa | Okres |
| ----------------- | ----------------------------------------------------------------- | --- | --- | --- |
| 1.                | Budżetu                                                           | - finanse i budżet gminy, - podatki i opłaty lokalne, - komunalne instytucje finansowe i udział gminy w państwowych instrumentach finansowych, - majątek komunalny oraz zarząd i administrowanie składnikami Skarbu Państwa na terenie gminy. | Budżetu, Gospodarki i Promocji Gminy | 2006–2018 |
| 1.                | Budżetu                                                           | - finanse i budżet gminy, - podatki i opłaty lokalne, - komunalne instytucje finansowe i udział gminy w państwowych instrumentach finansowych, - majątek komunalny oraz zarząd i administrowanie składnikami Skarbu Państwa na terenie gminy. | Rozwoju Gospodarczego i Finansów | 1998–2006 |
| 1.                | Budżetu                                                           | - finanse i budżet gminy, - podatki i opłaty lokalne, - komunalne instytucje finansowe i udział gminy w państwowych instrumentach finansowych, - majątek komunalny oraz zarząd i administrowanie składnikami Skarbu Państwa na terenie gminy. | Rozwoju Gospodarczego | 1994–1998 |
| 1.                | Budżetu                                                           | - finanse i budżet gminy, - podatki i opłaty lokalne, - komunalne instytucje finansowe i udział gminy w państwowych instrumentach finansowych, - majątek komunalny oraz zarząd i administrowanie składnikami Skarbu Państwa na terenie gminy. | Finansowo–Budżetowa | 1994–1998 |
| 1.                | Budżetu                                                           | - finanse i budżet gminy, - podatki i opłaty lokalne, - komunalne instytucje finansowe i udział gminy w państwowych instrumentach finansowych, - majątek komunalny oraz zarząd i administrowanie składnikami Skarbu Państwa na terenie gminy. | Inwentaryzacyjna | 1990–1994 |
| 2.                | Edukacji                                                          | - oświata i wychowanie, - szkolnictwo wyższe i nauka, - kultura i ochrona dziedzictwa narodowego, - kultura fizyczna i turystyka, - wyznania religijne, mniejszości narodowe i etniczne, - zdrowie, - praca, zabezpieczenia społeczne i rodzina, - współpraca zewnętrzna samorządu gminnego z administracją publiczną, innymi samorządami terytorialnymi i instytucjami wspólnoty europejskiej w zakresie integracji polityki regionalnej państwa i Unii Europejskiej. | Edukacji, Kultury, Zdrowia oraz Spraw Społecznych i Socjalnych | 1994–2018 |
| 2.                | Edukacji                                                          | - oświata i wychowanie, - szkolnictwo wyższe i nauka, - kultura i ochrona dziedzictwa narodowego, - kultura fizyczna i turystyka, - wyznania religijne, mniejszości narodowe i etniczne, - zdrowie, - praca, zabezpieczenia społeczne i rodzina, - współpraca zewnętrzna samorządu gminnego z administracją publiczną, innymi samorządami terytorialnymi i instytucjami wspólnoty europejskiej w zakresie integracji polityki regionalnej państwa i Unii Europejskiej. | - Historyczna, - Oświaty, Kultury, Sportu i Rekreacji, - Zdrowia, Ochrony Środowiska i Opieki Społecznej | 1990–1994 |
| 3.                | Infrastruktury                                                    | - planowanie i zagospodarowanie przestrzenne, - gospodarka, rozwój regionalny i obszarów wiejskich, - rynki rolne i leśnictwo, - rolnictwo, rybołówstwo i rybactwo, - gospodarka złożami kopalin, - budownictwo i mieszkalnictwo, - energia, - transport, - łączność i informatyzacja, - klimat, środowisko i gospodarka wodna. | Infrastruktury Komunalnej, Rolnictwa, Gospodarki Wodnej i Ochrony Środowiska | 1990–2018 |
| 3.                | Infrastruktury                                                    | - planowanie i zagospodarowanie przestrzenne, - gospodarka, rozwój regionalny i obszarów wiejskich, - rynki rolne i leśnictwo, - rolnictwo, rybołówstwo i rybactwo, - gospodarka złożami kopalin, - budownictwo i mieszkalnictwo, - energia, - transport, - łączność i informatyzacja, - klimat, środowisko i gospodarka wodna. | - Gospodarki Komunalnej i Mieszkaniowej, Komunikacji i Łączności - Rolnictwa i Leśnictwa - Specjalna ds. Mieszkaniowych | 1990–1994 |
| 4.                | Rewizyjna                                                         | - administracja gminna w zakresie kontroli wewnętrznej obszaru majątku, finansów i budżetu gminy | - administracja gminna w zakresie kontroli wewnętrznej obszaru majątku, finansów i budżetu gminy | - administracja gminna w zakresie kontroli wewnętrznej obszaru majątku, finansów i budżetu gminy |
| 5.                | Skarg, Wniosków i Petycji                                         | - administracja gminna w zakresie społeczeństwa obywatelskiego i kontroli wewnętrznej, - współpraca samorządu gminnego z administracją publiczną, służbami i inspekcjami, władzą sądowniczą, innymi samorządami terytorialnymi, organizacjami związkowymi i pozarządowymi w zakresie społeczeństwa obywatelskiego i przeciwdziałania patologiom władzy samorządowej.                                                                                                   | - administracja gminna w zakresie społeczeństwa obywatelskiego i kontroli wewnętrznej, - współpraca samorządu gminnego z administracją publiczną, służbami i inspekcjami, władzą sądowniczą, innymi samorządami terytorialnymi, organizacjami związkowymi i pozarządowymi w zakresie społeczeństwa obywatelskiego i przeciwdziałania patologiom władzy samorządowej. | - administracja gminna w zakresie społeczeństwa obywatelskiego i kontroli wewnętrznej, - współpraca samorządu gminnego z administracją publiczną, służbami i inspekcjami, władzą sądowniczą, innymi samorządami terytorialnymi, organizacjami związkowymi i pozarządowymi w zakresie społeczeństwa obywatelskiego i przeciwdziałania patologiom władzy samorządowej. |
| Komisje zniesione |                                                                   | | | |
| –                 | Statutowa, Bezpieczeństwa Publicznego i Etyki Radnego (1998–2006) | - administracja gminna, - bezpieczeństwo publiczne, - obronność i obrona cywilna, - sprawiedliwość. | - Przestrzegania Prawa i Porządku Publicznego, - Statutowa | 1990–1998 |

## Siedziba
Zgodnie ze Statutem Gminy Szydłowiec, siedzibą Rady Miejskiej jest tutejszy ratusz (Rynek Wielki 1) jako główny gmach Urzędu Miejskiego (§3 w zw. z §27. ust. 1.). Sesje plenarne organu odbywają w różnych miejscach, określonych jednostkowo odpowiednimi zarządzeniami władz miejskim (§27. ust. 2.). Dotychczas były to kolejno: sala baletowa Szydłowieckiego Centrum Kultury – Zamek (ul. J. Sowińskiego 2) i sala konferencyjna Regionalnego Centrum Biblioteczno-Multimedialnego (ul. Kolejowa 9b). W biurach tego budynku obradują również komisje Rady, a poszczególni radni odbywają dyżury. W 1990–1999 Rada Miejska i jej Biuro funkcjonowały w ówczesnym budynku Urzędu Miejskiego (pl. M. Konopnickiej 7), dzisiejszym gmachu Starostwa Powiatowego.
Obsługę kancelaryjno-organizacyjną organu zapewnia Biuro Rady Miejskiej, znajdujące się w budynku Regionalnego Inkubatora Przedsiębiorczości (ul. Kolejowa 36B). Wcześniej znajdowało się ono w biurach kolejnych urzędów i jednostek organizacyjnych: Miejskiego Ośrodka Pomocy Społecznej (ul. J. Kilińskiego 2, 1999–2014) i RCBM (2014–2018). Wieloletnią kierowniczką biura rady była Krystyna Jachowska-Sadura (do 2011). Następnie jej obowiązki przejął Łukasz Stasiak.

## Wybory

### 2002
| Okręg | Obszar | Mandaty | Wyborcy | Wyborcy | Wyborcy |
| Okręg | Obszar | Mandaty | Liczba  | %       | +/−     |
| ----- | --- | ------- | ------- | ------- | ------- |
| 1.    | obszar wiejski: Barak, Chustki, Ciechostowice, Hucisko, Długosz, Jankowice, Korzyce, Krzcięcin, Łazy, Majdów, Marywil, Mszadla, Omięcin, Rybianka, Sadek, Szydłówek, Świerczek, Świniów, Wilcza Wola, Wola Korzeniowa, Wysocko, Wysoka, Zastronie, Zdziechów | 8       | 5 642   |         |         |
| 2.    | Szydłowiec (cz. południowo-wschodnia): ul. Armii Krajowej, Brzozowa, Chopina, Hubala, Iłżecka, Jachowskiego, Jastrzębska, Kolejowa, Langiewicza, Leśna, Moniuszki, Piękna, Powstania Listopadowego, Powstania Styczniowego, Powstania Warszawskiego, Prusa, Reymonta, Różana, Sadowa, Spółdzielcza, Staszica, Strażacka, Waryńskiego, Willowa, Wschodnia, Żołnierzy Września 1939 Roku, Polanki, Kościuszki -(strona prawa od nr 2 do nr 88 i strona lewa od nr 1 do nr 87) | 7       | 5 440   |         |         |
| 3.    | Szydłowiec (cz. północno-zachodnia): ul. 1 Maja, Bankowa, Kąpielowa, Kopernika, Maleckiego, Metalowa, Plac Marii Konopnickiej, Plac Wolności, Poprzeczna, Północna, Przechodnia, Radomska, Słomiana, Słoneczna, Szydłowieckiego, Świętokrzyska, Targowa, Widok, Zamkowa i Kościuszki – strona prawa od nr 160 do nr 238 i strona lewa od nr 161 do nr 299. Browarna, Dworska, Garbarska, Górna, Jodłowa, Krótka, Kusocińskiego, Kwiatowa, Lipowa, Mała, Narutowicza, Ogrodowa, Partyzantów, Piaskowa, Podzamcze, Polna, Sosnowa, Sowińskiego, Sportowa, Wąska, Wiejska, Wspólna, Wymysłów, Zielona, Zielonka, Folwarczna, Jagiellończyka, Kamienna, Kielecka, Kilińskiego, Kochanowskiego, Kręta, Książek Majdowski, Książek Nowy, Książek Stary, Mickiewicza, Parkowa, Podgórze, Rynek Wielki, Rzeczna, Sikorskiego, Sobieskiego, Spacerowa, Witosa, Zakościelna, Żeromskiego, Kościuszki – strona prawa od nr 90 do nr 158 i strona lewa od nr 89 do nr 159 | 6       | 4 644   |         |         |
| Σ     | Gmina Szydłowiec | 21      | 15 726  |         |         |

### 2006
| Okręg | Obszar | Mandaty | Wyborcy | Wyborcy | Wyborcy |
| Okręg | Obszar | Mandaty | Liczba  | %       | +/−     |
| ----- | --- | ------- | ------- | ------- | ------- |
| 1     | sołectwa: Barak, Ciechostowice, Hucisko, Łazy, Majdów, Sadek, Wola Korzeniowa | 3       |         |         |         |
| 2     | sołectwa: Chustki, Jankowice, Korzyce, Krzcięcin, Omięcin, Rybianka, Szydłówek, Świniów, Wilcza Wola, Wysocko, Wysoka, Zastronie, Zdziechów | 3       |         |         |         |
| 3     | Szydłowiec: Armii Krajowej, Brzozowa, Chopina, Hubala, Kolejowa, Langiewicza, Leśna, Moniuszki, Polanki, Powstania Listopadowego, Powstania Styczniowego, Powstania Warszawskiego, Sadowa, Strażacka, Waryńskiego, Willowa, Wschodnia (bez domów nr 62 i 64), Żołnierzy Września 1939 roku | 2       |         |         |         |
| 4     | Szydłowiec: Browarna, Dworska, Garbarska, Jodłowa, Kamienna, Kąpielowa, Kielecka, Kilińskiego Kopernika, Kościuszki (domy nr 1-159), Krótka, Książek Nowy, Kwiatowa, Lipowa, Maleckiego, Mała, Narutowicza, Piaskowa, Podzamcze, Polna, Poprzeczna, Północna, Przechodnia, Rynek Wielki, Rzeczna, Słomiana, Słoneczna, Sosnowa, Sowińskiego, Szydłowieckiego, Świętokrzyska, Targowa, Wąska, Wiejska, pl. Wolności, Wspólna, Wymysłów, Zakościelna, Zielona, Zielonka | 2       |         |         |         |
| 5     | Szydłowiec: 1-go Maja, Bankowa, Folwarczna, Górna, Jagiellończyka, Kochanowskiego, Kościuszki (domy nr 160-209), Kręta, Książek Majdowski, Książek Stary, Kusocińskiego, pl. Marii Konopnickiej, Mickiewicza, Ogrodowa, Parkowa, Partyzantów, Podgórze, Radomska, Sikorskiego, Sobieskiego, Spacerowa, Sportowa, Widok, Witosa, Zamkowa, Żeromskiego | 2       |         |         |         |
| 6     | Szydłowiec: Piękna, Reymonta, Staszica | 1       |         |         |         |
| 7     | Szydłowiec: Jachowskiego, Jastrzębska, Kościuszki (domy nr 210-299), Metalowa, Prusa, Różana, Spółdzielcza, Wschodnia (domy nr 62 i 64) | 2       |         |         |         |
| Σ     | Gmina Szydłowiec |         |         |         |         |

### 2010
Od wyborów samorządowych w 2010 radni rady miejskiej wybierani są w okręgach jednomandatowych:
| Okręg | Obszar | Wyborcy | Wyborcy | Wyborcy | Wyborcy | Wyborcy | Wyborcy | Wyborcy | Wyborcy | Wyborcy |
| Okręg | Obszar | 2010    | 2010    | 2010    | 2014    | 2014    | 2014    | 2018    | 2018    | 2018    |
| Okręg | Obszar | Liczba  | %       | +/−     | Liczba  | %       | +/−     | Liczba  | %       | +/−     |
| ----- | --- | ------- | ------- | ------- | ------- | ------- | ------- | ------- | ------- | ------- |
| 1.    | Ciechostowice, Hucisko |         |         |         | 843     | 5,43    |         | 825     | 5,43    | 18      |
| 2.    | Łazy, Majdów |         |         |         | 775     | 4,96    |         | 751     | 4,95    | 24      |
| 3.    | Barak, Sadek (Jarzębia), Wola Korzeniowa |         |         |         | 1 294   | 8,34    |         | 1 270   | 8,36    | 24      |
| 4.    | Szydłówek, Świerczek |         |         |         | 838     | 5,40    |         | 848     | 5,58    | 10      |
| 5.    | Chustki, Świniów, Wysoka, Zdziechów |         |         |         | 943     | 6,08    |         | 977     | 6,43    | 34      |
| 6.    | Długosz, Jankowice, Korzyce, Krzcięcin, Marywil, Mszadla, Omięcin, Rybianka, Wilcza Wola, Wysocko, Zastronie |         |         |         | 960     | 6,19    |         | 998     | 6,57    | 38      |
| 7.    | Szydłowiec (Centrum): ul. 1 Maja, ul. Bankowa, ul. Kamienna, ul. Kąpielowa, ul. Kręta, ul. Kielecka, ul. J. Kilińskiego, pl. M. Konopnickiej, ul. T. Kościuszki (nr-y 130–205), ul. Ogrodowa, ul. Radomska (do nr-u 44), pl. Rynek Wielki, ul. Rzeczna, ul. Widok, ul. Zakościelna, ul. Zamkowa, ul. Źródlana                                                     |         |         |         | 1 031   | 6,65    |         | 947     | 6,24    | 84      |
| 8.    | Szydłowiec: ul. Armii Krajowej, ul. Brzozowa, ul. Kolejowa (nr-y parzyste 2–26), ul. T. Kościuszki (nr-y 1–135), ul. M. Langiewicza, ul. Majora Hubala, ul. St. Moniuszki, ul. Polanki, ul. Powstania Listopadowego, ul. Powstania Styczniowego, ul. Powstania Warszawskiego, ul. A. Sapieżyny, ul. L. Waryńskiego, ul. Willowa, ul. Żołnierzy Września 1939 Roku |         |         |         | 1 231   | 7,93    |         | 1 258   | 8,28    | 27      |
| 9.    | Szydłowiec: ul. Basenowa, ul. F. Chopina, ul. Iłżecka, ul. Kolejowa (nr-y nieparzyste i nr-y parzyste od 28), ul. Leśna, ul. Sadowa, ul. Strażacka, ul. Wschodnia (do nr-u 30) |         |         |         | 1 270   | 8,19    |         | 1 211   | 7,97    | 59      |
| 10.   | Szydłowiec: ul. Cz. Anteckiego, ul. Piękna, ul. St. Staszica, ul. Wł. St. Reymonta, ul. Wschodnia (nr-y 19–60) |         |         |         | 980     | 6,32    |         | 974     | 6,41    | 6       |
| 11.   | Szydłowiec: ul. Wł. Jachowskiego, ul. Wschodnia (nr-y parzyste 62–68), ul. Spółdzielcza |         |         |         | 1 138   | 7,33    |         | 1 006   | 6,62    | 132     |
| 12.   | Szydłowiec: ul. Jastrzębska, ul. Metalowa, ul. B. Prusa, ul. Różana, ul. T. Kościuszki (n-ry od 210), ul. Targowa |         |         |         | 921     | 5,94    |         | 861     | 5,67    | 60      |
| 13.   | Szydłowiec: ul. Browarska, ul. Garbarska, ul. M. Kopernika, ul. T. Kościuszki (nr-y nieparzyste 207–211), ul. Wł. Maleckiego, ul. Polna, ul. Poprzeczna, ul. Północna, ul. Przechodnia, ul. Radomska (n-ry od 43), ul. Słomiana, ul. Słoneczna, ul. M. Szydłowieckiego, ul. Świętokrzyska, pl. Wolności                                                           |         |         |         | 1 024   | 6,60    |         | 989     | 6,51    | 35      |
| 14.   | Szydłowiec: ul. Dworska, ul. Jodłowa, ul. Krótka, ul. Książek Nowy, ul. Kwiatowa, ul. Lipowa, ul. Mała, ul. G. Narutowicza, ul. Piaskowa, ul. Podzamcze, ul. Sosnowa, ul. J. Sowowińskiego, ul. Wąska, ul. Wiejska, ul. Wspólna, ul. Wymysłów, ul. Zielona, ul. Zielonka                                                                                          |         |         |         | 1 099   | 7,08    |         | 1 103   | 7,26    | 4       |
| 15.   | Szydłowiec: ul. Folwarczna, ul. Górna, ul. Jana III Sobieskiego, ul. Kazimierza Jagiellończyka, ul. J. Kochanowskiego, ul. Książek Majdowski, ul. Książek Stary, ul. J. Kusocińskiego, ul. A. Mickiewicza, ul. Parkowa, ul. Partyzantów, ul. Podgórze, ul. Wł. Sikorskiego, ul. Spacerowa, ul. W. Witosa, ul. S. Żeromskiego                                      |         |         |         | 1 168   | 7,53    |         | 1 168   | 7,69    |         |
|       | |         |         |         |         |         |         |         |         |         |
| Σ     | Gmina Szydłowiec |         |         |         | 15 515  | 100     |         | 15 186  | 100     | 329     |

## Historia
Początki rady miejskiej w Szydłowcu związane są z jego lokacją na prawie magdeburskim w 1427. W okresie staropolskim był to organ kolegialny samorządu miejskiego, pełniący zarówno władzę ustawodawczą, jak i wykonawczą i sądowniczą. Rada posiadała wtedy prezydium zw. ławą miejską, na której czele stał wójt, a pozostałymi jej członkami byli: podwójci, sędzia, podsędek i pisarz miejski. W XVI w. rada powołała urząd kata, jednak brak informacji o wydawanych wyrokach śmierci. Radę powoływał patrycjat miejski w wyborach bezpośrednich, zwoływanych co 2 lata. Od drugiej połowy XVII w. samorząd miejski podlegał już jednak prawodawstwu pana feudalnego, zarządzającego miastem za pośrednictwem gubernatora. W praktyce gubernator zwoływał posiedzenia ławy miejskiej, będąc jej członkiem z głosem doradczym. Od XVIII w. urzędy wójta i gubernatora były często łączone w jednej osobie, dzięki czemu ławę nazywano wymiennie komisją, a gubernatora komisarzem.
W zbliżonej formie rada miejska funkcjonowała od Sejmu Wielkiego do powołania urzędów magistrackich w 1842. Reforma sejmu czteroletniego poszerzała i ujednolicała uprawnienia samorządów miejskich. Rozdzielała władzę cywilną od sądowniczej. W miejsce dawnej ławy wprowadzono komisję miejską jako ciało kolegialne władzy wykonawczej, będący jednocześnie prezydium rady miejskiej. Na czele komisji stał burmistrz, a pozostałymi jej członkami byli: pisarz, skarbi (od 1815 kasjer), mierniczy i trzech ławników. Po włączeniu Galicji Zachodniej do Księstwa Warszawskiego w 1809, Szydłowiec otrzymał urząd do obsługi samorządu miejskiego, zw. magistratem. W 1815 rada miejska utraciła wpływ na wybór burmistrza, mianowanego odtąd przez wojewodę, zaś po 1832 gubernatora. Pozostałych członków komisji powoływał jej przewodniczący.
W czasie I wojny światowej powstawały komitety obywatelskie, które organizowały władzę samorządu terytorialnego w miastach i powiatach. Rozpoczęcie funkcjonowania rady w Szydłowcu datuje się na najpóźniej luty 1918 r. W pierwszych dniach niepodległości rada miejska liczyła 12 członków, tworząc prezydialny zarząd z burmistrzem na czele. Jednak jeszcze w listopadzie 1918 rada podwoiła swój skład (22 radnych), dostosowując się do rozporządzenia ministra administracji. W 1920 przeprowadzono pierwsze wybory samorządowe. W ich wyniku po 50% mandatów otrzymali Polacy i Żydzi. Skład rady często się zmieniał, głównie z przyczyn wyprowadzek radnych i pogorszeniem ich stanów zdrowia. Głównym problemem podejmowanym przez radę w okresie międzywojennym było zorganizowanie przemysłu w mieście. Dlatego poddawano pod dyskusje projekty obniżenia stawek opłat za energię elektryczną i budowy linii kolejowej Szydłowiec – Szydłowiec miasto – Końskie/Przysucha. Drugorzędnymi problemami była organizacja oświaty oraz powszechnego dostępu do kultury, m.in. restauracji zamku, powołania biblioteki i muzeum.
Po zakończeniu II wojny światowej rada miejska działała jeszcze do wprowadzenia reformy administracyjnej w 1950. W jej wyniku w miejsce zniesionej rady i zarządu miasta wprowadzono kolegialny urząd Miejskiej Rady Narodowej z przewodniczącym na czele (odpowiednik burmistrza). W wyniku transformacji ustrojowej Polski, w 1990 przywrócono samorząd terytorialny, wprowadzając rady gmin i miast. Samorząd w Szydłowcu reprezentowała wtedy Rada Miasta Szydłowca, która rozpoczęła swoją działalność 1 kwietnia 1990 z przemianowania dotychczasowej MRN. W wyniku wyborów samorządowych I kadencja rady rozpoczęła się 6 czerwca 1990 i przyjęła nazwę Rady Miejskiej w Szydłowcu. Jeszcze w tym samym roku rada wyraziła zgodę na przyjęcie uchwały intencjonalnej Rady Gminy Szydłowiec o połączeniu gmin miejskiej i wiejskiej (26 października 1990). 1 stycznia 1991 rozpoczęła działalność Rada Miasta i Gminy Szydłowiec, zwyczajowo nadal nazywana Radą Miejską albo Radą Miasta. Do końca kadencji obradowała ona w połączonym składzie swoich poprzedniczek. Rozbieżności w nazewnictwie rady, pojawiające się też w oficjalnych dokumentach gminnych, uregulował dopiero Statut Gminy Szydłowiec z 2003, przyjmując za formalną nazwę pierwszą propozycję z początku samorządnej rady: Rada Miejska w Szydłowcu.

## Skład rady

### I kadencja (1990–1994)
| #    | Radny                                       | Partia            | Okręg                              | Miejscowość | Funkcje / Komisje | Wynik wyborczy |
| ---- | ------------------------------------------- | ----------------- | ---------------------------------- | ----------- | --- | -------------- |
| 1.   | Bilski, Kazimierz (zm. 2011)                |                   |                                    | Szydłowiec  | III Zastępca Przewodniczącego Rady Miejskiej (12 września 1991–1992) - Specjalna ds. mieszkaniowych |                |
| 2.   | Bugajski, Jerzy Kazimierz (ur. 1960)        | SdRP              |                                    | Szydłowiec  | - Statutowa |                |
| 3.   | Depo, Jan Michał (ur. 1956)                 | Więź Szydłowiecka | 9                                  | Szydłowiec  | |                |
| 4.   | Dentkowska, Teodora (1933–2023)             | SdRP              |                                    | Szydłowiec  | - Statutowa |                |
| 5.   | Derleta, Jan (1914–1992)                    | PSL               |                                    | Wysoka      | |                |
| 5.   | Badowska, Janina                            | PSL               | - Rewizyjna (3 września 1992–1994) | Wysoka      | |                |
| 6.   | Dworak, Stanisław (1938–2008)               | SdRP              |                                    | Sadek       | Przewodniczący Rady Miejskiej (1990) delegat do Sejmiku Samorządowego woj. radomskiego - Historyczna, - Regulaminowa |                |
| 7.   | Gajewski, Jerzy                             | SdRP              |                                    | Szydłowiec  | I Zastępca Burmistrza Szydłowca (1990–1991) |                |
| 8.   | Gozdecka, Zdzisława                         | SdRP              |                                    | Szydłowiec  | - Statutowa |                |
| 9.   | Górlicki, Wiesław Karol (ur. 1942)          | UW                |                                    | Szydłowiec  | - Rewizyjna (3 września 1992–1994) - Specjalna ds. mieszkaniowych - Społeczna Komisja Mieszkaniowa |                |
| 10.  | Górlicki, Włodzimierz (ur. 1955)            | UW                |                                    | Szydłowiec  | |                |
| 11.  | Grochowalski, Tadeusz                       |                   |                                    | Szydłowiec  | II Zastępca Przewodniczącego Rady Miejskiej (1990–1991) - Zdrowia, Ochrony Środowiska i Opieki Społecznej (przewodniczący), - Historyczna |                |
| 12.  | Janik, Ewa Teodora                          |                   |                                    |             | - Rewizyjna (3 września 1992–1994) - Przestrzegania Prawa i Porządku Publicznego (przewodnicząca) - Społeczna Komisja Mieszkaniowa |                |
| 13.  | Janka, Mieczysław                           |                   |                                    |             | - Rolnictwa i Leśnictwa (przewodniczący) |                |
| 14.  | Krawczyk, Jerzy (zm. 2022)                  | UP                |                                    | Szydłowiec  | członek Zarządu Miasta (1990–12 września 1991), Sekretarz Gminy (1990–1991), delegat do Sejmiku Samorządowego woj. radomskiego, - Zdrowia, Ochrony Środowiska i Opieki Społecznej (3 września 1992–1994)                                                                                         |                |
| 15.  | Kurzępa, Włodzimierz Henryk (ur. 1951)      | UW                |                                    | Szydłowiec  | Burmistrz Szydłowca - Historyczna |                |
| 16.  | Mikulska, Natalia                           |                   |                                    | Szydłowiec  | - Rewizyjna (przewodnicząca) (3 września 1992–1994) |                |
| 17.  | Misiopecki, Zenon                           |                   |                                    |             | |                |
| 18.  | Nowak, Stanisław                            |                   |                                    |             | członek Zarządu Miasta (1990–12 września 1991) - Społeczna Komisja Mieszkaniowa (przewodniczący) |                |
| 19.  | Pawłowski, Albert Krzysztof (ur. 1950)      | SdRP              |                                    | Szydłowiec  | członek Zarządu Miasta (1990–12 września 1991) - Statutowa, - Specjalna ds. mieszkaniowych - ds. reorganizacji przedsiębiorstw komunalnych |                |
| 20.  | Prześlakowski, Krzysztof Tadeusz (ur. 1956) | Więź Szydłowiecka |                                    | Szydłowiec  | I Zastępca Przewodniczącego Rady Miejskiej (1990) - Regulaminowa (przewodniczący), - Statutowa (przewodniczący), - Historyczna |                |
| 21.  | Ruzik, Józef                                | PSL               |                                    | Sadek       | I Zastępca Przewodniczącego Rady Miejskiej (1992–1994) - Zdrowia, Ochrony Środowiska i Opieki Społecznej (3 września 1992–1994) |                |
| 22.  | Sadura, Kazimierz (ur. 1952)                | Więź Szydłowiecka | 14                                 | Szydłowiec  | Przewodniczący Rady Miejskiej (1990–12 września 1991) - Historyczna |                |
| 22.  | Łyczek, Artur ()                            | Więź Szydłowiecka | 14                                 | Szydłowiec  | |                |
| 23.  | Sambor, Roman                               |                   |                                    | Szydłowiec  | I Zastępca Przewodniczącego Rady Miejskiej (1990–1991), II Zastępca Przewodniczącego Rady Miejskiej (1992–1994) - Rewizyjna (wiceprzewodniczący) (3 września 1992–1994) - Zdrowia, Ochrony Środowiska i Opieki Społecznej (3 września 1992–1994) - ds. reorganizacji przedsiębiorstw komunalnych |                |
| 24.  | Siembiot, Marian Kazimierz (ur. 1936)       |                   |                                    | Długosz     | II Zastępca Burmistrza Szydłowca (1990) |                |
| 25.  | Siemek, Maria                               |                   |                                    |             | - Statutowa |                |
| 26.  | Sobutka, Waldemar                           | Więź Szydłowiecka |                                    | Szydłowiec  | - Komunikacji i Łączności (przewodniczący), - Gospodarki Komunalnej i Mieszkaniowej, - Statutowa - ds. reorganizacji przedsiębiorstw komunalnych |                |
| 27.  | Staniszewski, Franciszek (zm. 2010)         | Więź Szydłowiecka |                                    | Szydłowiec  | - Statutowa |                |
| 28.  | Stefański, Czesław                          | PSL               |                                    |             | Przewodniczący Rady Miejskiej (12 września 1991–1994), III Zastępca Przewodniczącego Rady Miejskiej (1990–1991) - Rewizyjna (przewodniczący), - Historyczna |                |
| 29.  | Szcześniak, Eugeniusz                       | PSL               | 10                                 |             | |                |
| 30.  | Szmit, Gustaw                               | Więź Szydłowiecka | 7                                  | Szydłowiec  | Zastępca Burmistrza (1991–1994), członek Zarządu Miasta (1990–12 września 1991) - Regulaminowa, - Statutowa, - ds. reorganizacji przedsiębiorstw komunalnych |                |
| 31.  | Świątkiewicz-Woda, Irena (ur. 1951)         | Więź Szydłowiecka |                                    | Barak       | - Oświaty, Kultury, Sportu i Rekreacji (przewodnicząca) (5 lipca 1990–3 września 1992) - Zdrowia, Ochrony Środowiska i Opieki Społecznej (przewodnicząca) (3 września 1992–1994) |                |
| 32.  | Świercz, Tadeusz                            |                   |                                    | Szydłowiec  | Zastępca Przewodniczącego Rady Miasta (1990-1994) - Inwentaryzacyjna (przewodniczący) - Zdrowia, Ochrony Środowiska i Opieki Społecznej (wiceprzewodniczący) (3 września 1992–1994) |                |
| 33.  | Tomczyk, Wiesław                            |                   |                                    |             | - Rewizyjna (3 września 1992–1994) |                |
| 34.  | Wierzbowicz, Barbara                        |                   |                                    |             | - Specjalna ds. mieszkaniowych |                |
| 35.  | Winiarski, Jacek                            |                   |                                    |             | - Rozwoju Gospodarczego i Finansów (przewodniczący) - Statutowa |                |
| 36.  | Winiarski, Józef                            | Więź Szydłowiecka |                                    |             | |                |
| 37.  | Wisznicka, Bożena                           |                   |                                    |             | Skarbnik Gminy (od 1 listopada 1991) - ds. reorganizacji przedsiębiorstw komunalnych |                |
| 38a. | Woźniak, Edward                             | UD                |                                    | Szydłowiec  | |                |
| 38b. | Słaby, Józef (1917–1995)                    | UW                |                                    | Szydłowiec  | - Historyczna (3 września 1992–1994) |                |
| 39.  | Wójcik, Magdalena                           |                   |                                    |             | |                |

### II kadencja (1994–1998)
| #   | Radny                                   | Partia            | Okręg | Miejscowość | Funkcje / Komisje | Wynik wyborczy |
| --- | --------------------------------------- | ----------------- | ----- | ----------- | --- | -------------- |
| 1.  | Burek, Piotr                            | Więź Szydłowiecka | 12    |             | - Rewizyjna |                |
| 2.  | Cieloch, Adam (zm.)                     |                   |       |             | członek Zarządu Miasta - Rozwoju Gospodarczego (przewodniczący), - Oświaty, Kultury, Sportu i Rekreacji                                                                            |                |
| 3.  | Ciuk, Jerzy (ur. 1947)                  | UP                |       | Szydłowiec  | - Finansowo–Budżetowa (zastępca przewodniczącej), - Przestrzegania Prawa i Porządku Publicznego (zastępca przewodniczącego)                                                        |                |
| 4.  | Czerwiak, Józef (ur. 1946)              | SLD               |       | Szydłowiec  | |                |
| 5.  | Depo, Jan Michał (ur. 1956)             | Więź Szydłowiecka | 9     | Szydłowiec  | - Oświaty, Kultury, Sportu i Rekreacji (przewodniczący), - Historyczna, - Rozwoju Gospodarczego                                                                                    |                |
| 6.  | Domalewska, Jadwiga                     | SLD               | 2     | Szydłowiec  | - Rewizyjna (zastępczyni przewodniczącego), - Rozwoju Gospodarczego, - Zespół Opiniujący Kandydatów na Ławników do Sądów Powszechnych                                              |                |
| 7.  | Głowacz, Stanisław                      | Więź Szydłowiecka | 1     |             | - Rolnictwa, Leśnictwa i Gospodarki Żywnościowej (przewodniczący), - Regulaminowa (zastępca przewodniczącego)                                                                      |                |
| 8.  | Gula, Krzysztof Wiesław (ur. 1960)      | Więź Szydłowiecka | 3     | Szydłowiec  | II Zastępca Przewodniczącej Rady Miejskiej - Oświaty, Kultury, Sportu, Rekreacji (zastępca przewodniczącego), - Historyczna, - Zdrowia, Ochrony Środowiska i Opieki Społecznej     |                |
| 9.  | Górlicki, Włodzimierz (ur. 1955)        | UW                |       | Szydłowiec  | |                |
| 10. | Janik, Ewa Teodora                      | Więź Szydłowiecka | 11    |             | - Finansowo–Budżetowa (przewodnicząca), - Rewizyjna |                |
| 11. | Janczyk, Edward                         | Więź Szydłowiecka | 16    |             | - Oświaty, Kultury, Sportu i Rekreacji, - Zdrowia, Ochrony Środowiska i Opieki Społecznej                                                                                          |                |
| 12. | Jarosiński, Józef Eugeniusz (ur. 1950)  | Więź Szydłowiecka | 4     | Szydłówek   | członek Zarządu Miasta - Regulaminowa (przewodniczący 5–12 lipca 1994), - Rozwoju Gospodarczego                                                                                    |                |
| 13. | Jarzyński, Andrzej Stanisław (ur. 1953) | PSL               |       | Szydłowiec  | I Zastępca Przewodniczącej Rady Miejskiej - Przestrzegania Prawa i Porządku Publicznego, - Rewizyjna                                                                               |                |
| 14. | Kornatowski, Piotr Walenty (ur. 1949)   |                   |       | Szydłówek   | członek Zarządu Miasta - Rolnictwa, Leśnictwa i Gospodarki Żywnościowej, - Zdrowia, Ochrony Środowiska i Opieki Społecznej                                                         |                |
| 15. | Łyczek, Artur (1943–2014)               | Więź Szydłowiecka | 3     | Szydłowiec  | - Zdrowia, Ochrony Środowiska i Opieki Społecznej (zastępca przewodniczącej), - Oświaty, Kultury, Sportu i Rekreacji                                                               |                |
| 16. | Malik, Jarosław                         | Więź Szydłowiecka | 8     |             | - Rolnictwa, Leśnictwa i Gospodarki Żywnościowej, - Rozwoju Gospodarczego |                |
| 17. | Markiewicz, Andrzej                     | Więź Szydłowiecka | 7     |             | - Rozwoju Gospodarczego (zastępca przewodniczącego), - Przestrzegania Prawa i Porządku Publicznego                                                                                 |                |
| 18. | Matla, Marian                           | Więź Szydłowiecka | 6     |             | - Rolnictwa, Leśnictwa i Gospodarki Żywnościowej (zastępca przewodniczącego), - Zdrowia, Ochrony Środowiska i Opieki Społecznej                                                    |                |
| 19. | Mosiołek, Henryk                        | PSL               | 14    |             | - Rewizyjna, - Rozwoju Gospodarczego |                |
| 20. | Nowocień, Jerzy Stanisław               | Więź Szydłowiecka | 2     | Szydłowiec  | - Rolnictwa, Leśnictwa i Gospodarki Żywnościowej, - Zespół Opiniujący Kandydatów na Ławników do Sądów Powszechnych                                                                 |                |
| 21. | Półtorak, Aleksandra                    | Więź Szydłowiecka | 9     | Szydłowiec  | - Finansowo–Budżetowa, - Rozwoju Gospodarczego |                |
| 22. | Sasal, Włodzimierz Czesław              | SLD               | 2     | Szydłowiec  | - Przestrzegania Prawa i Porządku Publicznego (przewodniczący), - Rolnictwa, Leśnictwa i Gospodarki Żywnościowej, - Zespół Opiniujący Kandydatów na Ławników do Sądów Powszechnych |                |
| 23. | Skuza, Ryszard (1944–2000)              | UP                |       |             | Zastępca Burmistrza Szydłowca, delegat do Sejmiku Samorządowego woj. radomskiego - Rewizyjna (przewodniczący), - Oświaty, Kultury, Sportu i Rekreacji                              |                |
| 24. | Staniszewski, Franciszek (zm. 2010)     |                   |       | Szydłowiec  | - Rewizyjna, - Rozwoju Gospodarczego |                |
| 25. | Stefański, Adam                         | PSL               | 5     |             | delegat do Sejmiku Samorządowego woj. radomskiego - Historyczna (przewodniczący), - Rewizyjna (sekretarz), - Rolnictwa, Leśnictwa i Gospodarki Żywnościowej                        |                |
| 26. | Szcześniak, Eugeniusz                   | PSL               | 10    |             | - Oświaty, Kultury, Sportu i Rekreacji, - Rozwoju Gospodarczego |                |
| 27. | Środa, Roman (1947–2022)                | UP                |       |             | Burmistrz Szydłowca - Regulaminowa (przewodniczący od 12 lipca 1994), - Przestrzegania Prawa i Porządku Publicznego                                                                |                |
| 28. | Świątkiewicz-Woda, Irena (ur. 1951)     | Więź Szydłowiecka |       | Barak       | - Zdrowia, Ochrony Środowiska i Opieki Społecznej (przewodnicząca), - Oświaty, Kultury, Sportu i Rekreacji                                                                         |                |
| 29. | Waszczyk, Krystyna                      | Więź Szydłowiecka | 15    | Szydłowiec  | Przewodnicząca Rady Miejskiej - Oświaty, Kultury, Sportu i Rekreacji, - Regulaminowa                                                                                               |                |
| 30. | Zawadzka, Halina                        | Więź Szydłowiecka | 3     | Szydłowiec  | - Finansowo–Budżetowa, - Rolnictwa, Leśnictwa i Gospodarki Żywnościowej |                |

### III kadencja (1998–2002)
| #   | Radny                                   | Partia                         | Okręg | Miejscowość | Funkcje / Komisje | Wynik wyborczy |
| --- | --------------------------------------- | ------------------------------ | ----- | ----------- | --- | -------------- |
| 1.  | Arak, Wanda                             |                                |       |             | - Zdrowia, Ochrony Środowiska i Opieki Społecznej (przewodnicząca), - Finansowo–Budżetowa                                                                               |                |
| 2.  | Baiński, Sławomir                       |                                |       |             | - Finansowo–Budżetowa, - Rozwoju Gospodarczego |                |
| 3.  | Bialik, Piotr                           |                                |       |             | - Oświaty, Kultury, Sportu, Rekreacji i Historyczna, - Rozwoju Gospodarczego                                                                                            |                |
| 4.  | Burek, Roman Mirosław(ur. 1963)         | PSL                            | 12    |             | - Finansowo–Budżetowa, - Oświaty, Kultury, Sportu, Rekreacji i Historyczna                                                                                              |                |
| 5.  | Depo, Jan Michał (ur. 1956)             | Wspólnota Ziemi Szydłowieckiej | 9     | Szydłowiec  | - Regulaminowa, - Rozwoju Gospodarczego |                |
| 6.  | Frąk, Marian                            |                                |       | Szydłowiec  | Przewodniczący Rady Miejskiej - Oświaty, Kultury, Sportu, Rekreacji i Historyczna, - Zdrowia, Ochrony Środowiska i Opieki Społecznej                                    |                |
| 7.  | Gnat, Wiesław                           |                                |       |             | - Przestrzegania Prawa i Porządku Publicznego (przewodniczący), - Oświaty, Kultury, Sportu, Rekreacji i Historyczna                                                     |                |
| 2.  | Górlicki, Włodzimierz (ur. 1955)        | UW                             |       | Szydłowiec  | Wiceburmistrz Szydłowca (27 stycznia 2000 – 24 maja 2001), członek Zarządu Miasta (12 listopada 1998 – 27 stycznia 2000) - Finansowo–Budżetowa, - Rozwoju Gospodarczego |                |
| 9.  | Jakubowski, Leszek Jakub (ur. 1958)     |                                |       | Chustki     | - Rewizyjna, - Rolnictwa, Leśnictwa i Gospodarki Żywnościowej |                |
| 10. | Jarzyński, Andrzej Stanisław (ur. 1953) | PSL                            |       | Szydłowiec  | II Zastępca Przewodniczącego Rady Miejskiej |                |
| 11. | Karlikowski, Marek                      |                                |       |             | - Rewizyjna, - Rozwoju Gospodarczego |                |
| 12. | Kornatowski, Piotr Walenty (ur. 1949)   |                                |       | Szydłówek   | - Rolnictwa, Leśnictwa i Gospodarki Żywnościowej, - Zdrowia, Ochrony Środowiska i Opieki Społecznej                                                                     |                |
| 3.  | Kurzępa, Włodzimierz Henryk (ur. 1951)  | UW                             |       | Szydłowiec  | Burmistrz Szydłowca (12 listopada 1998 – 24 maja 2001) - Oświaty, Kultury, Sportu, Rekreacji i Historyczna, - Regulaminowa                                              |                |
| 14. | Łękawska, Anna (ur. 1953)               | SLD                            |       |             | - Oświaty, Kultury, Sportu, Rekreacji i Historyczna (przewodnicząca), - Finansowo–Budżetowa                                                                             |                |
| 4.  | Łękawski, Krzysztof Józef (ur. 1959)    | PiS                            |       | Sadek       | - Rewizyjna, - Rozwoju Gospodarczego |                |
| 16. | Malik, Jarosław                         | Wspólnota Ziemi Szydłowieckiej | 8     |             | - Rozwoju Gospodarczego, - Rolnictwa, Leśnictwa i Gospodarki Żywnościowej                                                                                               |                |
| 17. | Mamla, Mieczysław                       | PSL                            |       |             | - Rewizyjna |                |
| 18. | Markiewicz, Andrzej                     | Wspólnota Ziemi Szydłowieckiej | 7     |             | - Rewizyjna, - Rozwoju Gospodarczego |                |
| 19. | Matla, Marian                           | Wspólnota Ziemi Szydłowieckiej | 6     |             | - Rolnictwa, Leśnictwa i Gospodarki Żywnościowej (przewodniczący), - Rozwoju Gospodarczego                                                                              |                |
| 20. | Podgórski, Waldemar                     |                                |       |             | - Rozwoju Gospodarczego (przewodniczący), - Przestrzegania Prawa i Porządku Publicznego                                                                                 |                |
| 21. | Olesińska, Grażyna                      |                                |       | Szydłowiec  | - Statutowa (przewodnicząca), - Oświaty, Kultury, Sportu, Rekreacji i Historyczna                                                                                       |                |
| 22. | Ozimek, Stanisław                       |                                |       |             | - Finansowo–Budżetowa, - Rolnictwa, Leśnictwa i Gospodarki Żywnościowej                                                                                                 |                |
| 23. | Sasal, Włodzimierz Czesław              | SLD                            | 2     | Szydłowiec  | - Rewizyjna, - Rozwoju Gospodarczego |                |
| 5.  | Serdak, Waldemar                        | Samoobrona RP                  |       |             | - Finansowo–Budżetowa (przewodniczący), - Rozwoju Gospodarczego |                |
| 25. | Siembiot, Mirosława Hanna (ur. 1951)    |                                |       | Długosz     | - Finansowo–Budżetowa, - Zdrowia, Ochrony Środowiska i Opieki Społecznej                                                                                                |                |
| 26. | Siewierski, Andrzej (1964–2007)         | SLD                            |       | Szydłowiec  | - Rewizyjna (przewodniczący), - Przestrzegania Prawa i Porządku Publicznego                                                                                             |                |
| 6.  | Skuza, Ryszard (1944–2000)              | UP                             | 2     | Szydłowiec  | - Finansowo–Budżetowa, - Regulaminowa |                |
| 6.  | Domalewska, Jadwiga                     | SLD                            | 2     | Szydłowiec  | |                |
| 7.  | Stefański, Adam                         | PSL                            |       |             | członek Zarządu Miasta - Finansowo–Budżetowa, - Rozwoju Gospodarczego                                                                                                   |                |
| 29. | Stefański, Maciej                       |                                |       |             | członek Zarządu Miasta - Rozwoju Gospodarczego, - Przestrzegania Prawa i Porządku Publicznego                                                                           |                |
| 30. | Waszczyk, Krystyna                      | Wspólnota Ziemi Szydłowieckiej | 15    | Szydłowiec  | I Zastępczyni Przewodniczącego Rady Miejskiej |                |

### IV kadencja (2002–2006)
| L.p. | Nazwisko i imiona                         | Ugrupowanie                    | Okręg | Miejscowość | Funkcja                    | Komisje | Uwagi                                                 |
| ---- | ----------------------------------------- | ------------------------------ | ----- | ----------- | -------------------------- | ------- | ----------------------------------------------------- |
| 1.   | Bednarczyk, Krystyna (*28.02.1952)        | Wspólnota Ziemi Szydłowieckiej | nr 2  | Szydłowiec  | I Z-czyni Przewodniczącego |         |                                                       |
| 2.   | Burek, Roman Mirosław (*1963)             | PiS                            | nr 3  | Szydłowiec  |                            |         |                                                       |
| 3.   | Domalewska, Jadwiga                       | SLD – UP                       | nr 2  | Szydłowiec  |                            |         |                                                       |
| 4.   | Gula, Krzysztof Wiesław (*12.11.1960)     | Wspólnota Ziemi Szydłowieckiej | nr 3  | Szydłowiec  |                            |         |                                                       |
| 5.   | Jarosiński, Józef Eugeniusz (*12.12.1950) | LPR                            | nr 1  | Szydłówek   | II Z-ca Przewodniczącego   |         |                                                       |
| 6.   | Jakubowski, Leszek Jakub (*31.05.1958)    | Wspólnota Ziemi Szydłowieckiej | nr 1  | Chustki     | Przewodniczący             |         |                                                       |
| 7.   | Łękawski, Krzysztof Józef (*1959)         | PiS                            | nr 1  | Sadek       |                            |         |                                                       |
| 8.   | Łyczek, Artur (*1943, †02.11.2014)        | Wspólnota Ziemi Szydłowieckiej | nr 3  | Szydłowiec  |                            |         |                                                       |
| 9.   | Majewska, Barbara (*17.06.1966)           | Wspólnota Ziemi Szydłowieckiej | nr 3  | Szydłowiec  |                            |         |                                                       |
| 10.  | Malmon, Józef                             | SLD – UP                       | nr 1  | Wysoka      |                            |         |                                                       |
| 11.  | Michalski, Ryszard                        | SLD – UP                       | nr 1  |             |                            |         |                                                       |
| 12.  | Nowocień, Jerzy Stanisław                 | Samoobrona RP                  | nr 1  |             |                            |         |                                                       |
| 13.  | Pietras, Adam Andrzej (*08.02.1958)       | Wspólnota Ziemi Szydłowieckiej | nr 2  | Szydłowiec  |                            |         |                                                       |
| 14.  | Piotrowski, Ryszard Piotr                 | Wspólnota Ziemi Szydłowieckiej | nr 3  | Szydłowiec  |                            |         | do 20 czerwca 2005 r.                                 |
| 14.  | Banaszczyk, Agnieszka Mariola             | Wspólnota Ziemi Szydłowieckiej | nr 3  | Szydłowiec  |                            |         | od 20 września 2005 r.; mandat objęła 6 września t.r. |
| 15.  | Rogoziński, Zbigniew Sławomir (*1972)     | Wspólnota Ziemi Szydłowieckiej | nr 1  |             |                            |         |                                                       |
| 16.  | Sadza, Włodzimierz Grzegorz (†)           | Wspólnota Ziemi Szydłowieckiej | nr 1  | Szydłówek   |                            |         |                                                       |
| 17.  | Sasal, Włodzimierz Czesław                | SLD – UP                       | nr 2  | Szydłowiec  |                            |         |                                                       |
| 18.  | Szcześniak, Eugeniusz                     | PSL                            | nr 1  |             |                            |         |                                                       |
| 19.  | Świątkiewicz-Woda, Irena (*12.01.1951)    | Wspólnota Ziemi Szydłowieckiej | nr 1  | Barak       |                            |         |                                                       |
| 20.  | Wiernicki, Jerzy Stanisław                | Wspólnota Ziemi Szydłowieckiej | nr 2  | Szydłowiec  |                            |         |                                                       |
| 21.  | Zdziech, Marek Krzysztof                  | PiS                            | nr 2  | Szydłowiec  |                            |         |                                                       |

### V kadencja (2006–2010)
| L.p. | Nazwisko i imiona                         | Ugrupowanie                          | Okręg | Miejscowość | Komisje                                                                                       | Uwagi                                       |
| ---- | ----------------------------------------- | ------------------------------------ | ----- | ----------- | --------------------------------------------------------------------------------------------- | ------------------------------------------- |
| 1.   | Bednarczyk, Krystyna (*28.02.1952)        | Wspólnota Ziemi Szydłowieckiej       | nr 2  | Szydłowiec  |                                                                                               | I Zastępca Przewodniczącego Rady Miejskiej  |
| 2.   | Bloch, Paweł Michał (*13.11.1975)         | Wspólnota Ziemi Szydłowieckiej       | nr 3  | Szydłowiec  | Rewizyjna (Zastępca Przewodniczącego)                                                         |                                             |
| 3.   | Burek, Roman Mirosław (*1963)             | PiS                                  | nr 3  | Szydłowiec  |                                                                                               |                                             |
| 4.   | Cieloch, Wiesław (*1956)                  | Wspólnota Samorządowa                | nr 1  | Szydłowiec  |                                                                                               |                                             |
| 5.   | Górecki, Marek (*1974)                    | Porozumienie Samorządowo-Gospodarcze | nr 3  | Szydłowiec  | Budżetu, Gospodarki i Promocji Gminy (Przewodniczący)                                         |                                             |
| 6.   | Grzyb, Bogusława (*1961)                  | PSL                                  | nr 1  | Zdziechów   |                                                                                               |                                             |
| 7.   | Jakubowski, Leszek Jakub (*31.05.1958)    | Porozumienie Samorzadowo-Gospodarcze | nr 1  | Chustki     |                                                                                               |                                             |
| 8.   | Jarosiński, Józef Eugeniusz (*12.12.1950) | LPR                                  | nr 1  | Szydłówek   |                                                                                               | II Zastępca Przewodniczącego Rady Miejskiej |
| 9.   | Kamiński, Bogusław (*1956)                | PSL                                  | nr 3  |             |                                                                                               |                                             |
| 10.  | Łękawski, Krzysztof Józef (*1959)         | PiS                                  | nr 1  | Sadek       |                                                                                               |                                             |
| 11.  | Łyczek, Artur (*1943, †02.11.2014)        | Wspólnota Ziemi Szydłowieckiej       | nr 3  | Szydłowiec  |                                                                                               | radny senior                                |
| 12.  | Mamla, Krzysztof (*1983)                  | PSL                                  | nr 1  |             |                                                                                               |                                             |
| 13.  | Pietras, Waldemar Krzysztof (*1960)       | Wspólnota Ziemi Szydłowieckiej       | nr 2  | Szydłowiec  |                                                                                               |                                             |
| 14.  | Piotrowska, Maria Aleksandra (*1954)      | PO                                   | nr 2  | Szydłowiec  | Edukacji, Kultury, Zdrowia oraz Spraw Społecznych i Socjalnych (Przewodnicząca)               |                                             |
| 15.  | Plewa, Marek Tomasz (*21.09.1959)         | Wspólnota Samorządowa                | nr 2  | Szydłowiec  |                                                                                               |                                             |
| 16.  | Poziomkowski, Tadeusz (*03.04.1957)       | Solidarny Samorząd „Solidarni”       | nr 2  | Szydłowiec  | Infrastruktury Komunalnej, Rolnictwa, Gospodarki Wodnej i Ochrony Środowiska (Przewodniczący) |                                             |
| 17.  | Rogoziński, Zbigniew Sławomir (*1972)     | Porozumienie Samorządowo-Gospodarcze | nr 1  |             |                                                                                               |                                             |
| 18.  | Rycerska, Grażyna Regina (*15.09.1960)    | PO                                   | nr 3  | Szydłowiec  |                                                                                               |                                             |
| 19.  | Sasal, Urszula (*1954)                    | PSL                                  | nr 2  | Szydłowiec  | Statutowa, Bezpieczeństwa Publicznego i Etyki Radnego (Przewodnicząca)                        |                                             |
| 20.  | Winiarski, Wojciech (*1979)               | Wspólnota Ziemi Szydłowieckiej       | nr 1  | Majdów      | Rewizyjna (Przewodniczący)                                                                    |                                             |
| 21.  | Zdziech, Marek Krzysztof (*1962)          | PiS                                  | nr 2  | Szydłowiec  |                                                                                               | Przewodniczący Rady Miejskiej               |

### VI kadencja (2010–2014)
| L.p. | Nazwisko i imiona                             | Ugrupowanie                          | Okręg | Miejscowość | Komisje | Uwagi                                                           |
| ---- | --------------------------------------------- | ------------------------------------ | ----- | ----------- | ------- | --------------------------------------------------------------- |
| 1.   | Bednarczyk, Krystyna (*28.02.1952)            | Wspólnota Ziemi Szydłowieckiej       | nr 7  | Szydłowiec  |         | Przewodnicząca Rady Miejskiej                                   |
| 2.   | Bloch, Paweł Michał (*13.11.1975)             | Wspólnota Ziemi Szydłowieckiej       | nr 4  | Szydłowiec  |         |                                                                 |
| 3.   | Depo, Jan Michał (*24.01.1956)                | Wspólnota Ziemi Szydłowieckiej       | nr 3  | Szydłowiec  |         |                                                                 |
| 4.   | Cieloch, Wiesław (*1956)                      | SLD                                  | nr 2  | Szydłowiec  |         |                                                                 |
| 5.   | Grzyb, Bogusława (*1961)                      | PSL                                  | nr 2  | Zdziechów   |         |                                                                 |
| 6.   | Gula, Wiesław Krzysztof (*12.11.1960)         | Wspólnota Ziemi Szydłowieckiej       | nr 4  | Szydłowiec  |         |                                                                 |
| 7.   | Jakubczyk, Dorota (*23.02.1957)               | Porozumienie Samorządowo-Gospodarcze | nr 1  | Majdów      |         |                                                                 |
| 8.   | Jakubowski, Leszek Jakub (*31.05.1958)        | Porozumienie Samorządowo-Gospodarcze | nr 2  | Chustki     |         | II Zastępca Przewodniczącego Rady Miejskiej                     |
| 9.   | Koniarczyk, Marek Artur (*24.03.1972)         | Nasz Dom Szydłowiec                  | nr 5  | Szydłowiec  |         |                                                                 |
| 10.  | Łyczek, Artur (*1943, †02.11.2014)            | Wspólnota Ziemi Szydłowieckiej       | nr 5  | Szydłowiec  |         | I Zastępca Przewodniczącego Rady Miejskiej; radny senior        |
| 10.  | Sobutka-Klepaczewska, Agnieszka (*01.08.1970) | Solidarny Samorząd                   | nr 5  | Szydłowiec  |         | nie złożyła ślubowania (uprawniona do mandatu 02.11–30.12.2014) |
| 11.  | Plewa, Marek Tomasz (*21.09.1959)             | Porozumienie Samorządowo-Gospodarcze | nr 7  | Szydłowiec  |         |                                                                 |
| 12.  | Poziomkowski, Tadeusz (*03.04.1957)           | „Solidarni”                          | nr 3  | Szydłowiec  |         |                                                                 |
| 13.  | Rut, Tadeusz (*14.01.1966)                    | Wspólnota Ziemi Szydłowieckiej       | nr 1  | Sadek       |         |                                                                 |
| 14.  | Świątkiewicz-Woda, Irena (*12.01.1951)        | Wspólnota Ziemi Szydłowieckiej       | nr 6  | Barak       |         |                                                                 |
| 15.  | Winiarski, Wojciech (*1979)                   | Wspólnota Ziemi Szydłowieckiej       | nr 1  | Majdów      |         |                                                                 |

### VII kadencja (2014–2018)
| L.p. | Nazwisko i imiona                          | Ugrupowanie                    | Okręg | Miejscowość   | Funkcja                               | Komisje                                               | Wynik wyborczy | Wynik wyborczy | Wynik wyborczy |
| L.p. | Nazwisko i imiona                          | Ugrupowanie                    | Okręg | Miejscowość   | Funkcja                               | Komisje                                               | Głosy          | + / –          | %              |
| ---- | ------------------------------------------ | ------------------------------ | ----- | ------------- | ------------------------------------- | ----------------------------------------------------- | -------------- | -------------- | -------------- |
| 1.   | Bloch, Paweł Michał (*13.11.1975)          | Wspólnota Ziemi Szydłowieckiej | nr 13 | Szydłowiec    |                                       | Edukacji; Rewizyjna                                   | 196            |                |                |
| 2.   | Gula, Krzysztof Wiesław (*12.11.1960)      | Wspólnota Ziemi Szydłowieckiej | nr 14 | Szydłowiec    |                                       | Edukacji; Infrastruktury                              | 170            |                |                |
| 3.   | Jakubczyk, Dorota (*23.02.1957)            | Porozumienie Gospodarcze       | nr 2  | Majdów        |                                       | Budżetu (Przewodnicząca); Rewizyjna                   | 301            |                |                |
| 4.   | Jakubowski, Leszek Jakub (*31.05.1958)     | Wspólnota Ziemi Szydłowieckiej | nr 5  | Chustki       |                                       | Budżetu; Edukacji                                     | 197            |                |                |
| 5.   | Jarosiński, Józef Eugeniusz (*12.12.1950)  | PiS                            | nr 4  | Szydłówek     | I z-ca przewodniczącego, radny senior | Edukacji                                              | 163            |                |                |
| 6.   | Kapturski, Maciej Jan (*25.02.1970)        | Wspólnota Ziemi Szydłowieckiej | nr 11 | Szydłowiec    |                                       | Edukacji (Przewodniczący); Rewizyjna                  | 148            |                |                |
| 7.   | Koniarczyk, Marek Artur (*24.03.1972)      | Nasz Dom Szydłowiec            | nr 7  | Szydłowiec    | Przewodniczący                        | Budżetu; Infrastruktury                               | 218            |                |                |
| 8.   | Majstrak, Anna (*06.07.1964)               | Wspólnota Ziemi Szydłowieckiej | nr 8  | Szydłowiec    |                                       | Edukacji (Zastępca Przewodniczącego); Infrastruktury  | 277            |                |                |
| 9.   | Pęksyk, Dorota (*16.08.1976)               | Nasz Dom Szydłowiec            | nr 9  | Szydłowiec    |                                       | Rewizyjna (Przewodnicząca); Budżetu                   | 158            |                |                |
| 10.  | Pietras, Adam Andrzej (*08.02.1958)        | Porozumienie Gospodarcze       | nr 10 | Szydłowiec    |                                       | Rewizyjna (Zastępca Przewodniczącego); Infrastruktury | 133            |                |                |
| 11.  | Plewa, Marek Tomasz (*21.09.1959)          | Porozumienie Gospodarcze       | nr 12 | Szydłowiec    | II z-ca przewodniczącego              | Budżetu                                               | 185            |                |                |
| 12.  | Rut, Tadeusz (*14.01.1966)                 | Wspólnota Ziemi Szydłowieckiej | nr 3  | Sadek         |                                       | Infrastruktury (Zastępca Przewodniczącego); Rewizyjna | 285            |                |                |
| 13.  | Sokołowski, Arkadiusz (*04.02.1978)        | Porozumienie Gospodarcze       | nr 1  | Ciechostowice |                                       | Infrastruktury (Przewodniczący); Budżetu              | 330            |                |                |
| 14.  | Surdy, Paweł (*10.01.1978)                 | Wspólnota Ziemi Szydłowieckiej | nr 15 | Szydłowiec    |                                       | Edukacji; Rewizyjna                                   | 266            |                |                |
| 15.  | Ślizak, Agnieszka Małgorzata (*18.04.1974) | Wspólnota Ziemi Szydłowieckiej | nr 6  | Omięcin       |                                       | Budżetu (Zastępca Przewodniczącego); Infrastruktury   | 137            |                |                |

### VIII kadencja (2018–2023)
| #   | Nazwisko i imiona radnego                  | Ugrupowanie                    | Okręg | Miejscowość     | Funkcja / Komisje | Wynik wyborczy | Wynik wyborczy | Wynik wyborczy |
| #   | Nazwisko i imiona radnego                  | Ugrupowanie                    | Okręg | Miejscowość     | Funkcja / Komisje | Głosy          | + / –          | %              |
| --- | ------------------------------------------ | ------------------------------ | ----- | --------------- | --- | -------------- | -------------- | -------------- |
| 1.  | Bloch, Paweł Michał (ur. 13.11.1975)       | Wspólnota Ziemi Szydłowieckiej | nr 13 | Szydłowiec      | - Budżetu, - Edukacji | 167            | 1              | 16,89          |
| 2.  | Cegliński, Marek Sławomir (ur. 08.08.1972) | Alternatywa dla Szydłowca      | nr 3  | Wola Korzeniowa | - Skarg, Wniosków i Petycji (przewodniczący), - Infrastruktury (zastępca przewodniczącego), - Rewizyjna                            | 248            |                | 19,53          |
| 3.  | Jakubczyk, Dorota (ur. 23.02.1957)         | Porozumienie Gospodarcze       | nr 2  | Majdów          | I zastępczyni przewodniczącego (2018–2022) - Budżetu (zastępca przewodniczącej), - Infrastruktury                                  | 377            | 76             | 50,20          |
| 4.  | Jakubowski, Leszek Jakub (ur. 31.05.1958)  | Wspólnota Ziemi Szydłowieckiej | nr 5  | Chustki         | - Edukacji, - Skarg, Wniosków i Petycji                                                                                            | 202            | 5              | 20,78          |
| 5.  | Kapturski, Maciej Jan (ur. 25.02.1970)     | Wspólnota Ziemi Szydłowieckiej | nr 11 | Szydłowiec      | - Infrastruktury - Rewizyjna, | 183            | 35             | 18,19          |
| 6.  | Koniarczyk, Marek Artur (ur. 24.03.1972)   | PL2050                         | nr 7  | Szydłowiec      | Przewodniczący (2018–2022) Od 2022 w komisjach: - Budżetu, - Infrastruktury                                                        | 235            | 17             | 24,82          |
| 7.  | Kopycka, Jadwiga Janina (ur. 20.08.1952)   | Porozumienie Gospodarcze       | nr 9  | Szydłowiec      | Przewodnicząca (od 2022), Radna Seniorka Do 2022 w komisjach: - Edukacji (przewodnicząca) - Rewizyjna, - Skarg, Wniosków i Petycji | 223            |                | 18,41          |
| 8.  | Majstrak, Anna (ur. 06.07.1964)            | Porozumienie Gospodarcze       | nr 8  | Szydłowiec      | - Budżetu (przewodnicząca), - Edukacji (zastępczyni przewodniczącej), - Skarg, Wniosków i Petycji (zastępczyni przewodniczącego)   | 295            | 18             | 23,45          |
| 9.  | Pietras, Adam Andrzej (ur. 08.02.1958)     | Porozumienie Gospodarcze       | nr 10 | Szydłowiec      | - Rewizyjna (przewodniczący), - Edukacji, - Skarg, Wniosków i Petycji                                                              | 136            | 3              | 13,96          |
| 10. | Plewa, Marek Tomasz (ur. 21.09.1959)       | PL2050                         | nr 12 | Szydłowiec      | II zastępca przewodniczącego (2018–2022) I zastępca przewodniczącej (od 2022) - Edukacji - Infrastruktury                          | 153            | 32             | 17,77          |
| 11. | Rycerska, Grażyna Regina (ur. 15.09.1960)  | PiS                            | nr 14 | Szydłowiec      | - Budżetu, - Edukacji, - Infrastruktury                                                                                            | 224            |                | 20,31          |
| 12. | Sadza, Piotr (ur. 06.07.1988)              | Porozumienie Gospodarcze       | nr 4  | Szydłówek       | - Edukacji, - Infrastruktury - Skarg, Wniosków i Petycji                                                                           | 190            |                | 22,41          |
| 13. | Sokołowski, Arkadiusz (ur. 04.02.1978)     | RN                             | nr 1  | Ciechostowice   | - Infrastruktury (przewodniczący), - Budżetu, - Rewizyjna                                                                          | 400            | 70             | 48,48          |
| 14. | Surdy, Paweł (ur. 10.01.1978)              | Porozumienie Gospodarcze       | nr 15 | Szydłowiec      | II zastępca przewodniczącej (od 2022) - Budżetu, - Infrastruktury, - Rewizyjna                                                     | 349            | 83             | 29,88          |
| 15. | Turek, Wioleta Ewa (ur. 17.08.1986)        | Porozumienie Gospodarcze       | nr 6  | Jankowice       | - Edukacji (przewodnicząca: od 2022), - Rewizyjna (zastępczyni przewodniczącego), - Budżetu, - Skarg, Wniosków i Petycji (do 2022) | 197            |                | 19,74          |